# ایو پامبو
ایو پامبو (انگلیسی: Yves Pambou؛ زادهٔ ۲۷ نوامبر ۱۹۹۵) بازیکن فوتبال اهل فرانسه است.
از باشگاه‌هایی که در آن بازی کرده‌است می‌توان به باشگاه فوتبال هاپوئل پتخ تیکوا، باشگاه فوتبال رجینا، و باشگاه فوتبال داک ۱۹۰۴ دونایسکا استردا اشاره کرد.
وی همچنین در تیم ملی فوتبال کنگو بازی کرده‌است.